# 辛夷其ノ壱
『辛夷其ノ壱』（こぶしそのいち）は、2016年11月30日にzetimaから発売されたこぶしファクトリーの1枚目のオリジナルアルバム。

## 概要
- 2015年9月のメジャーデビューから1年2か月を経てリリースされたこぶしファクトリー初のオリジナルアルバム。なお、インディーズシングルとしてリリースされた「念には念/サバイバー」も収録されている。
- アルバムのジャケット写真では、メンバーが弓道を行っている。
- DVD付属の初回生産限定盤A、CD付属の初回生産限定盤Bと通常盤の3形態で発売。
  - 初回生産限定盤Aでは、2016年7月19日にOTODAMA SEA STUDIOにて行われた『こぶしファクトリー Special Live 2016 Summer in OTODAMA SEA STUDIO』公演の模様を収録。
  - 初回生産限定盤Bでは、ハロー!プロジェクトの先輩グループの楽曲をカバーした『こぶしカバーズ其ノ壱』を収録。

## 収録曲

### CD
1. 急がば回れ [4:38]
作詞：三浦徳子　作曲：イイジマケン・炭竃智弘　編曲：浜田ピエール裕介
2. ドスコイ!ケンキョにダイタン [3:56]
作詞・作曲：星部ショウ　編曲：菊谷知樹
  - 1stシングル。
3. チョット愚直に!猪突猛進 [3:53]
作詞・作曲：前山田健一　編曲：鈴木俊介　ブラスアレンジ：竹上良成
  - 2ndシングル。
4. 念には念 [3:40]
作詞・作曲：アベショー　編曲：鈴木俊介
  - DVDシングル。
5. 未熟半熟トロトロ [4:48]
作詞：福田花音　作曲・編曲：KOJI oba
6. ラーメン大好き小泉さんの唄 [4:10]
作詞：つんく　作曲：シャ乱Q　編曲：ダンス☆マン
  - 1stシングル。
7. 懸命ブルース [4:07]
作詞・作曲・編曲：中谷信行
8. バッチ来い青春! [4:38]
作詞：イイジマケン　作曲：イイジマケン・炭竃智弘　編曲：gaokalab
  - 3rdシングル。
9. 残心 [4:43]
作詞・作曲：星部ショウ　編曲：菊谷知樹
10. サバイバー [3:15]
作詞：太田善也　作曲・編曲：和田俊輔
  - DVDシングル。
11. サンバ!こぶしジャネイロ [3:39]
作詞・作曲：星部ショウ　編曲：hasiejaneiro　ブラスアレンジ：竹上良成
  - 3rdシングル。
12. TEKI [1:54]
作詞・作曲：津野米咲　編曲：宮永治郎
13. 押忍!こぶし魂 [3:26]
作詞・作曲：星部ショウ　編曲：平田祥一郎
  - 2ndシングル。
14. オラはにんきもの [3:26]
作詞：里乃塚玲央　作曲：小杉保夫　編曲：菊谷知樹　ブラスアレンジ：竹上良成
  - 3rdシングル。
15. GO TO THE TOP!! [3:32]
作詞：NOBE　作曲：HaTo　編曲：鈴木俊介
16. 桜ナイトフィーバー [5:04]
作詞・作曲：KAN　編曲：ダンス☆マン
  - 2ndシングル。
17. 辛夷の花 [4:43]
作詞・作曲・編曲：星部ショウ

### 初回生産限定盤A 特典DVD内容

#### こぶしファクトリー Special Live 2016 Summer in OTODAMA SEA STUDIO
1. 開演前コメント
2. サンバ!こぶしジャネイロ
3. チョット愚直に!猪突猛進
4. MC
5. ピリリと行こう!
6. 夏
7. すっちゃかめっちゃか〜
8. MC
9. オラはにんきもの
10. マジ グッドチャンス サマー
11. MC
12. TEKI
13. ドスコイ!ケンキョにダイタン
14. ラーメン大好き小泉さんの唄
15. 押忍!こぶし魂
16. 本気ボンバー!!
17. MC
18. ライバル
19. This is 運命
20. かっちょ良い歌
21. 桜ナイトフィーバー
22. MC 【Encore】
23. バッチ来い青春! 【Encore】
24. MC 【Encore】
25. 念には念（念入りVer.） 【Encore】

### 初回生産限定盤B 特典CD内容

#### こぶしカバーズ其ノ壱
1. This is 運命 (こぶし2016Ver.) [4:01]
作詞：新堂敦士・つんく　作曲：新堂敦士　編曲：team124
2. 本気ボンバー!! [3:21]
作詞・作曲：つんく　編曲：板垣祐介
3. 恋の呪縛 [4:19]
作詞・作曲：つんく　編曲：平田祥一郎
4. 青春劇場 [4:38]
作詞・作曲：つんく　編曲：上杉洋史
  - Berryz工房Ver.のカバー。
5. かわいい彼 [4:15]
作詞・作曲：つんく　編曲：守尾崇
6. 一丁目ロック! [4:01]
作詞・作曲：つんく　編曲：朝井泰生
7. ダディドゥデドダディ! [4:48]
作詞・作曲：つんく　編曲：鈴木俊介

## 参加ミュージシャン
急がば回れ
- プログラミング&ギター：浜田ピエール裕介
- コーラス：広瀬彩海・船生浩美

未熟半熟トロトロ
- プログラミング：KOJI oba
- ドラム：遠藤勝彦
- ベース：平間光
- ギター：Br'z
- コーラス：こぶしファクトリー・塩原奈美子

懸命ブルース
- プログラミング&ギター&ベース：中谷信行
- ドラム：山内優
- コーラス：船生浩美・山尾正人

残心
- プログラミング&ギター：菊谷知樹
- ドラム：佐野康夫
- ベース：スティング宮本
- オルガン：橋本慎
- ブルースハープ：星部ショウ
- コーラス：こぶしファクトリー・塩原奈美子

TEKI
- プログラミング&ギター&ベース：宮永治郎
- コーラス：広瀬彩海・船生浩美

GO TO THE TOP!!
- プログラミング&ギター：鈴木俊介
- ベース：スティング宮本
- コンガ&ビブラスラップ：坂井"Lambsy"秀彰
- コーラス：広瀬彩海・船生浩美・山尾正人・Taisei

辛夷の花
- プログラミング&アコースティックギター&コーラス：星部ショウ
- ドラム&タンバリン：山内優
- ベース：スティング宮本
- エレクトリックギター：宮永治郎
- アディショナルプログラミング&コーラス：橋本慎
- コーラス：山尾正人

This is 運命 (こぶし2016Ver.)
- 2016ドラム：JOE
- 2016ベース：村井研次郎
- 2016ギター：朝井泰生

## カバー
GO TO THE TOP!!
- COCOBAT - トリビュートアルバム『シューティング スター』（2024年11月11日発売）に収録。